# Eichstätt
Eichstätt este un oraș din districtul Eichstätt, regiunea administrativă Bavaria Superioară, landul Bavaria, Germania.

## Geografie
Orașul Eichstätt este așezat în parcul natural Altmühltal, denumit astfel după râul Altmühl, un afluent al Dunării.

## Istoric
Orașul este sediul Diecezei de Eichstätt, înființată în secolul al VIII-lea ca episcopie sufragană (subordonată) a Arhidiecezei de Mainz.

## Monumente

### Castele și cetăți
- Willibaldsburg

### Muzee
- Jura-Museum în Willibaldsburg

## Învățământ
- Universitatea Catolică Eichstätt-Ingolstadt⁠(en)[traduceți]